# Уштобе (Бухар-Жирауський район)
Уштобе́ (каз. Үштөбе) — село у складі Бухар-Жирауського району Карагандинської області Казахстану. Адміністративний центр Уштобинського сільського округу.
Населення — 3734 особи (2021; 3519 у 2009, 3430 у 1999, 3908 у 1989).
Національний склад станом на 1989 рік:
- німці — 76 %.